# ハレルヤオーバードライブ!
『ハレルヤオーバードライブ!』は、高田康太郎による日本の少年漫画。『ゲッサン』（小学館）において、2009年7月号より2015年10月号まで連載、翌2015年11月号には"Bonus Track"と銘打たれた番外編が掲載された。

## 概要
「ボーイ・ミーツ・ガール」というスタイルに「音楽」を組み合わせたバンド漫画。軽音楽部が禁止された高校で、「金属理化学研究部」という名前を使って学校に隠れてバンド活動に勤しむ生徒の姿を描く。
元々は『メタりか!』というタイトルの予定で、ゲッサンの創刊号でもこのタイトルで新連載の予告を行っていたが、元ネタであるバンド・メタリカに配慮して、ゲッサンが創刊した次の日にタイトルを変えることを決め、100個近く考えた末、『ハレルヤオーバードライブ!』というタイトルに変更した。
連載に先立ち、『ゲッサン』6月号（創刊号）の別冊付録に前日譚「Track:00 Heartbeat.」が収録された。2015年10月号をもって物語本編は完結し、翌2015年11月号には番外編として"Bonus Track"と銘打たれた後日譚が掲載された。

## あらすじ
朝桜小雨は中学卒業を機に、好きな女子のために全財産をはたいて買ったギターと自作の歌をひっさげて告白するも、彼女はバンドマンに想いを寄せており、見事にフラれてしまう。己のカッコ悪さを省みた小雨は、バンド活動で自分を磨き、いつか見返す決意を胸に、明狼学院へと進学する。
新入生の勧誘で学内が賑わう中、軽音楽部を探していた小雨は、まるで中学生ような少女空次ハルと出会う。「音楽の魔法を信じるかい?」と問いかける彼女に導かれた先で、学内には存在しないはずの軽音楽部が「金属理化学研究部」（通称「メタりか」）の名で活動していることを知る。部長であるボーカル鷹木由多呵、ギター万城目愛葉、ベース橘タンポポ、そして副部長にしてドラムス空次ハルの4人編成バンド「メタルリカちゃん」が繰り広げる「公開実験」という名のライブに心を掴まれ、そしてステージで躍動するハルの姿に小雨は恋に落ちる。
「メタりか」入部早々に部員達から「残念な子」の扱いを受けながらも、ハルを振り向かせたい一心でもがく小雨は、自分に一目惚れし入部してきた美名神麗や、自分と同じくハルに思いを寄せる九森冬夜と共に、バンド「ティアドライブ」を結成し、切磋琢磨の中で少しずつその類稀な才能を開花させていく。同じくしてハルの心に刻まれている深い爪痕と「メタりか」が抱える因縁を知り、その元凶である九森浅緋に立ち向かっていく。

## 作中設定・用語
明狼学院（めいろうがくいん）
小雨やハルたちが通っている、私立の中高一貫校。生徒数約2,000人の規模を誇る。姉妹校として白羊高校（はくようこうこう）が近隣に存在する。
創立者は生徒に「静かで平穏な生活」を望んでおり、そのため軽音楽部のような「うるさい」部活は認可されていない。
金属理化学研究部（きんぞくりかがくけんきゅうぶ）
通称「メタりか」。その正体は軽音楽部が理系部活動に擬態した姿である。校風上軽音楽部の存在が認められないことから、学校側の目を逃れるための建前として活動目的を「金属の研究・実験をする部活動」とし、ライブは「公開実験」と称している。部室に教員が近付くとレイジ・アゲインスト・ザ・マシーンの曲が流れ、内装が理化学系の部室風に変化する。
過去の部活動統廃合といった存亡の危機を乗り越えて存続してきたそれなりに伝統のある部であり、内外に一定数のファンが存在する。不定期にゲリラライブといったパフォーマンスが行われるが、部と学校側の間には現行犯のみ校則違反と見なす不文律が出来上がっており、終了後には学校側との追いかけっこがお約束となっている。
部活動としての公的な実績を残していない点を問題視され、現3年生の卒業をもって廃部の決定が下され危機に瀕するものの、鷹木の奮闘によりメタルりかちゃんが米国でのインディース契約を勝ち取ったことで、部の存続とその存在を公的に認可される。
『希望』
ハルが高校1年生時に作った曲。その完成度の高さに惚れこみ世間に発表すべきと主張する浅緋に対し、形にできたことに満足し、自分だけの大切な曲として自分の中だけに留めておきたいハルはそれを明確に拒むものの、浅緋がリリーパスカルのオリジナル楽曲として世間に発表したために、ハルと浅緋に修復不可能な禍根が生じる。
メタルりかちゃん
鷹木由多呵（Vo）、空次ハル（Dr）、万城目愛葉（Gt）、橘タンポポ（Ba）の4名をメインメンバーとしたバンド。
バンド名はハルの発案である。過去には九森浅緋（Gt）、御門日向（key）も所属していた。2人が抜けたあとは鷹木とハルが中心に活動するが、鷹木がやる気のない上級生メンバーをリストラし、新入生としてやってきたタンポポを加え、その直後にヘヴィメタルが演奏できる場を求める愛葉が加わり、メンバーが固定される。
オリジナル曲の作曲はハル、作詞は鷹木とタンポポが担当している。バックアップメンバーである小出マリア（Gt）と御角日向（key）が参加する際は、通常時と区別し「フルメタルりかちゃん」と称される。
鷹木の手腕によりアメリカでインディースデビューを果たし、活動期間に制約こそあるもののバンド名を「BURNADEAD」として活躍する。
ティアドライブ
朝桜小雨（Vo+Gt）、美名神麗（Ba）、九森冬夜（Dr）、万城目若葉（Gt）の4名をメインメンバーとしたバンド。
小雨の歌声を「涙」と評した麗の案「ティアドロップ」に、小雨が「オーバードライブ」を掛け合わせることを偶然に閃き命名される。
小雨と麗で組んでいたバンドに冬夜を加えて結成。その後に御堂楓（key）をバンドマスター、万城目若葉（Gt）をリードギターとして加え、5人での活動となる。
リリーパスカルの活動再開にあたり、一時的に冬夜が脱退し、代理として空次ハル（Dr）が加入する。
リリーパスカルの解散をもって冬夜が復帰し、入れ替わりになる形で楓が脱退。以後は4名で活動する。
本編の後日譚"Bonus Track"ではライブツアーを開催できるほどの人気バンドとなっており、全国を駆け回っている様子が描かれている。
ポニーテールス
美名神麗（Ba）、空次ハル（Dr）、橘タンポポ（Vo）、小出マリア（Gt）、御堂楓（key）の5名からなるバンド。
技術的に伸び悩んでいた麗のためにハルが発案し、夏季合宿中限定として結成されたバンド。
バンドの主役である麗のポニーテールをバンド名に用いるとともに、全員が髪をポニーテール状に束ねてライブステージに上がっている。
夏季合宿最終日のライブ終了をもって解散となる。
ラヴェンダーヴァーブ
戸川澄直（Ba）、左灘珠姫（Vo）を中心メンバーとして結成されたバンド。
白羊高校文化祭のステージではリリーパスカルより鰐淵終（Gt）をサポートとして迎えている。
「メタりか」との対バンにおける敗北と、澄直に造反した珠姫が脱退を宣言したことにより解散となる。
リリーパスカル
九森浅緋（Vo+Gt）、戸川澄直（Ba）、鰐淵終（Gt）の3名からなるバンド。
九森浅緋と戸川澄直の2名でメジャーデビューし、メンバーの入れ替わりを経て鰐淵終が加入し現行の体制となる。デビュー以前には御堂楓（key）が在籍していた。
物語開始時点は暫く活動休止状態の最中にあり解散の噂も囁かれていたが、活動再開ツアーの開催にあたって九森冬夜（Dr）が加入する。
活動再開ツアー最終日にて、浅緋より解散が発表される。

## 登場人物
人物名（読み） - 作中での所属バンド名/担当パート
記載学年は初登場時のものを記載。

### 金属理化学研究部

#### ティアドライブ
朝桜 小雨（あさくら こさめ） - ティアドライブ/ボーカル&ギター
本作の主人公。明狼学院1年生（1年3組）。
中学時代の失恋を契機に、高校ではバンドマンとして自分を磨くことを決意し、軽音楽部を探していたときにハルと出会い恋に落ち、金属理化学研究部（以下「メタりか」表記）に入部する。彼の中で「スイッチ」が入ると「雨粒」や「涙」で描写されるあたたかさを帯びた歌声を響かせ、聴く者の感情や本能を揺さぶり惹きつける類稀な才能を持つ。入部当初はギターは素人レベル、ボーカルもイマイチと初心者同然のお荷物扱いだったが、日々のたゆまぬ努力と仲間たちと過ごす時間の中でその才能を開花させていく。また己への自信の無さからメンタル面にも脆さが見られたが、ハルと麗は早くから彼の中にあるここ一番という局面でキメてみせる勝負強さを見出しており、仲間との絆や舞台での演奏経験を得ることで次第に安定してパフォーマンスを発揮できるようになり、ティアドライブや「メタりか」を牽引する存在へと成長していく。
使用ギターは小出楽器の店主に名品と騙され購入した「イカギター」、後にハルから部に代々受け継がれてきた「所有者の願いが叶う」ジンクスを持つギター「Gibson Les Paul Standard With Bigsby Cherry Red」を託され、愛器としている。
非常に一本気な性格であり、ハルに惚れてからは彼女への好意があらゆる行動原理になるほどであるが、他方で自分へ向けられる好意には鈍く、麗が自分に好意を寄せていることに気付いていないほか、思わせぶりな珠姫の言動や、ファンとして慕ってきた涼子を前につい浮ついてしまうなど免疫がない。良くも悪くも猪突猛進であり、過去には頑張りが悉く空回りするところが三枚目振りを際立たせていたものの、ハルと出会ってからの一途な想いと彼の頑張りはハルやその周囲を惹きつけ動かしていき、やがてハルを因縁から解き放つ原動力となっていく。
3年生時には副部長として活動している。1年振りに再会したハルと互いの変わらぬ想いを確かめ合い、新入生歓迎ライブのステージに上がるところで本編は結ばれる。
美名神 麗（みなかみ うらら） - ティアドライブ、ポニーテールズ/ベース
本作の準ヒロイン。明狼学院1年生。
日本有数の大財閥「美名神家」の娘であり、本人もその自負から家柄に恥じない地位と権力を手にするべく生徒会長の座を目指している。幼少期は童話『ラプンツェル』に影響されていたが、童話の中の「お姫様」とは違い、確固たる意思と積極的に行動に移す強さを持っている。早合点しがちな悪癖や肝心な部分での詰めの甘さやを知る友人のキリコからは「うっかり屋」、「ドジ」などと揶揄されているが、同時に土壇場での度胸を認められてもいる。
生徒会長へ登り詰めるための第一歩として風紀委員に就き、問題のある部活動の摘発に勤しむ中で、容姿が悉く自分の好みである小雨と出会い、一目惚れする。小雨の所属する「メタりか」こそが最も摘発すべき「幻の軽音部」であることを知るも、「メタルリカちゃん」のパフォーマンスや仲間と楽器を演奏する楽しさに心を掴まれる。自身の立場ゆえに部員たちに「学校側のスパイ」と疑われ、またやりたいことを悉く諦めさせられてきた家庭方針に反抗することに怯え苦悩するも、自らが「部を守る」ことで全てを収める意志とその道筋を皆に示し、入部を認められる。
バンドの経験こそないものの、幼少期の習いごとによる絶対音感と幾つもの楽器の演奏経験を持ち、特にコントラバスを好んでいたことから低音でバンドを支えるベースに楽しみを見い出し、仮入部中にタンポポからリッケンバッカー・4003を借りて以降愛器として使用し続けている。ライブでは美名神家に代々伝わる勝負服である着物を衣装の上に羽織るスタイルが彼女のトレードマークとなっている。
部内では随一の常識人であり、エキセントリックな人物の多い部内では先輩であろうとツッコミ入れることも多いが、恋愛面ではわかりやすいほどに小雨に惚れ込んでおり、彼がハルに恋をしていることも承知の上で、彼を振り向かせるべく悪戦苦闘する。積極的にアプローチを重ねても小雨の目に自分が映らないことや、バンド内の恋愛を自制するタンポポの姿、バンドメンバーとしての自分の在り方、そして次第に小雨に惹かれていくハルの姿に苦悩や葛藤を抱えながらも、小雨のかけがえのない相棒として、その存在を大きく、かつ確かなものとしていく。
3年生時は悲願を叶え生徒会長に就任しており、バンド活動との両立を果たすべく激務をこなす日々を送っている。小雨に一度はフラれながらも、「ハルを好きな小雨が好き」という想いは依然揺るいでおらず、ティアドライブのメンバーとしてバンド活動を続けている。
九森 冬夜（くもり とうや） - ティアドライブ、リリーパスカル/ドラムス
明狼学院1年生。兄は人気バンド「リリーパスカル」のボーカル&ギター・九森浅緋である。
周囲から「九森浅緋の弟」という見方ばかりされることにコンプレックスを抱えており、自身を認めてくれる居場所を探して様々なバンドを渡り歩いていた。普段は斜に構えているが、気に障ることがあると瞬時に熱くなる一面も持つ。人間関係を築くのは苦手としており、麗の名前を中々覚えない、中学時代のクラスメイトだった若葉を覚えていない等、周囲にあまり関心を持たない反面、自分の名前を憶えられていないことにショックを受けている場面もある。技量は勢いの良さを売りとし上級者といえるレベルにあるものの、自身が目標とするハルには遠く及ばす、戸川澄直からは未熟と断じられている。
彼にとってハルは初恋の人であり、ハルのことを「ハル姉」と呼び慕っている。彼女に認めてもらうべくドラマーを志し、現在もハルに好意を寄せているが、ハルはよく懐いてくる弟分程度にしか思っておらず、また彼があまりにも告白を繰り返したことで今では「挨拶みたいなもん」と捉えられてしまっている。ハルの『希望』を奪った兄の背中を知らぬままに押してしまったことを悔やんでおり、浅緋に対抗しうる人材を探していたこともバンドを渡り歩く理由となっていた。恋敵にあたる小雨とはことあるごとに衝突するものの、小雨の才能が開花していくとともに同じ目的を持つ仲間として互いを認め合っていく。
若葉がギタリストとしてステージに立っていた姿は覚えており、彼女にかけた言葉がティアドライブへと加入させる決定打となる。以来彼女から想いを寄せられていることを意識しはじめ、少しずつその存在は大きくなっていく。若葉との触れ合いによって兄・浅緋に対しても「敵」として憎むべき存在でありながら、肉親としての愛着を捨てきれない自分がいることに気付き、葛藤するようになる。やがて兄からその病状と本意を明かされ、リリーパスカルへの勧誘を受けたことでティアドライブ脱退を決意をするも、ハルへの想いにけじめを付けた上で彼女にティアドライブのドラムス就任を依頼し、兄を止めてくれる存在として小雨を信じ後を託している。
3年生時は小雨とともに副部長に就いているものの、その仕事の杜撰さは後輩たちにすら呆れられている。また若葉と恋人関係となっているが、乙女心を察せないダメ彼氏っぷりが露見し、ことあるごとに若葉から糾弾されるのをはじめ、周囲からも揶揄されている。
万城目 若葉（まきめ わかば） - ティアドライブ/ギター
明狼学院1年生。万城目愛葉の妹で、冬夜とは中学時代のクラスメイトである。
開けっ広げな姉とは対照的な引っ込み思案の少女。かなりの癖毛の持ち主であり、いたるところがはねている髪形をして冬夜からは「ウニ子」、鰐淵からは「モジャ子ちゃん」と呼ばれている。どんな演奏にも合わせていける高い適応力が彼女の売りであり、プロである鰐淵も評価する高いレベルのギターテクニックを持つが、本気を出して演奏すると頑固な癖毛がなぜか爆発してしまうことにコンプレックスを抱えている。中学時代にはバンドを組んで活動していたが、癖毛を観客に笑われたことや、彼女の演奏技術を妬んだ他メンバーに疎外されたことで心に傷を負い、ギターから離れていた。
部の見学をはじめ、あれこれ手を回して応援する姉と、ひとりのギタリストとして彼女を認め期待を寄せる冬夜の言葉に背中を押され、校内ゲリラライブのステージに上がり、ティアドライブに加入する。癖毛に対するコンプレックスを克服し、文化祭での鰐淵との出会いにより、姉同様に自分の中にある「負けず嫌い」な一面に気付くことで自分の世界を拡げ、リードギターとして小雨とともにティアドライブを牽引する存在となっていく。ライブ衣装として、ゲリラライブで身に着けて以来仮面を身に着けるのがお決まりとなっている。愛器としてフェンダー・ジャガーを、白羊高校文化祭では代替器としてギブソン・フライングVを使用している。
自身が立ち上がるきっかけをくれた冬夜に恋心を寄せている。冬夜の目にはハルが映っていることを理解している上に、自身が奥手であり、さらには姉による妹を溺愛するがゆえの妨害に遭いながらも、少しずつ互いの理解を深めていく。
3年生時は部長となっているものの、同学年はガサツな冬夜や、自由人な小雨、立場上不在となりがちな麗といわば孤軍奮闘な状況にあり、もっぱら後輩たちに支えてもらってなんとか職務をこなしている。
御堂 楓（みどう かえで）- ティアドライブ、ポニーテールズ/キーボード
明狼学院2年生。浅緋の右腕として活動していた過去を持ち、彼の弟である冬夜やリリーパスカルの面々とも旧知の間柄である。
明狼学院を去った時期の浅緋とともに活動していたが、傍若無人な浅緋のやり方に反発し袂を分かち、冬夜に誘われたのを機にティアドライブの新メンバー候補として「メタりか」に現れる。『希望』の編曲を担当し、浅緋はそれを引っ提げてデビューを果たしたために、経緯を知らなかったとはいえ禍根の原因に加担してしまった事実に自責の念を抱いており、ティアドライブを育て上げ浅緋に一矢報いるべく、「メタりか」へと入部する。
冗談とも取れないような冗談をさらりと発し、小動物を前にすると我を忘れて愛でては恍惚に浸るなど変人然とした一面を持つが、浅緋に認められた演奏技術と、卓越したコーチングの手腕を持ち、過去には地区ピアノコンクールで優勝した実績から麗にも名を覚えられていた。技術・精神両面でティアドライブを支えるバンドマスターとしてメンバー達からも厚く慕われ、音楽業界とのコネクションを駆使した的確なマネジメントにより、ティアドライブを着実に成長させていく。
3年生の引退後は副部長を任命されるも、当初の目的が達せられたことにより新たな道を志し、3年生の卒業とともにティアドライブを脱退し、「メタりか」を去る。
後日譚"Bonus Track"では、気鋭の電子音楽家として活動している姿が描かれている。

#### メタルリカちゃん
空次 ハル（うつぎ ハル） - メタルリカちゃん、ポニーテールズ、ティアドライブ/ドラムス
本作のヒロイン。明狼学院3年生（3年3組）。「メタりか」副部長。
中学生のような容姿と「超絶アニメ声」の持ち主であり、無類の食いしん坊のボク少女である。周囲からはマスコットのように慕われているが、年上振りながらも後輩をなにかと気にかける面倒見の良さも持ち合わせている。純真無垢な性格ゆえに不安や悪意に傷つき涙することも多いが、強がりながら笑顔を絶やさず、ひたすらに相手のことを慮ることができる彼女の優しさは、小雨をめぐる恋敵にあたる麗をも惹きつけている。ライブでは「空を飛ぶみたいに」ドラムを叩き、裸足になり咆哮をあげ長髪を振り乱しながらツー・バスを踏み躍動する。その技量はプロの第一線で活躍するリリーパスカルの面々や業界人の戸川実則から認められるほどに高いレベルにある。三歳の頃から遊びの延長でドラムを始めている。
小雨の想い人であるが、本人は色恋沙汰に非常に疎く初心であり、自分が好意を寄せられていることに全く気付いていない。小雨の才能を最初に見出したのも彼女であり、ひとりの観客として彼の歌を聴く日が来ることを楽しみにしながら、その成長に期待をかけるようになる。小雨の歌声について、エフェクターのオーバードライブに喩えて「一度スイッチが入るとすごい」と評しているが、その「スイッチ」は自身の存在によって入ることにも気付いていない。
音楽一家に生まれ幼少期からドラムとともに育ち、自身が育んできた音楽観や、音楽にまつわる思い出をとても大切にしている。1年生時に、自身の音楽への想いや父親との思い出を詰め込んで作曲した『希望』を浅緋に奪われ、心に傷を抱えている。一途に想いを寄せ自身のために奮闘する小雨の姿に励まされ少しずつ痛みを乗り越え、また小雨に対して次々と生まれる初めての感情に戸惑いながら、やがて彼への恋心を自覚していく。
小雨とは両想いとなりながらも互いに気持ちを伝えることができず、アメリカでの「メタりか」インディースデビューに伴い、急遽出立しなくてはならない事態となるが、互いが偶然を経て訪れた部室で想いを告白し合い、晴れて恋人関係となった上でアメリカへと旅立つ。
後日譚"Bonus Track"ではアメリカでの活動を終え帰国し、ライブハウスの店長となっている。訪れる旧友達をバーテンダーとして迎える傍ら、全国を駆け回る小雨の帰りを焦がれ待つ姿が描かれている。
鷹木 由多呵（たかぎ ゆたか） - メタルリカちゃん/ボーカル
明狼学院3年生（3年5組）。「メタりか」部長。寺の跡取り息子であり、親類にも仏門関係者が多い。
奥が透けて見えない黒縁メガネと肥満気味の体型、奇抜なTシャツ姿が特徴的な巨漢であり、初対面の人からはドラムスと勘違いされることが多いが、日々の読経で鍛え抜かれた発声力を持ち、ライブでは「他の音圧に負けない力のあるボーカル」を披露する。1年生時は細身で長身の美形男子だったが、「魂のシャウト」を獲得するために肉体改造（主に暴食による増量）を行った結果が現在の容姿であり、当時を知るハルや日向、彼に好意を寄せるタンポポからはことあるごとにブーイングを浴びせられている。部長としては少々ガサツで悪ノリが過ぎることもあるが、飄々としていながらも周囲をよく見ている視野の広さとアドバイスを送れる思慮深さを持つ。学業成績は優秀であり、赤点まみれの部員たちを指導する側に回っている。
限りなくグレーな存在である「メタりか」を存続させるため、部長として各方面への裏工作に日々腐心しており、教員相手でも臆することなく持ち前の話術と機転を用いて「金属の研究・実験をする部活動」という立場を貫いている。
ハルの同期として、浅緋との因縁を一番近くで見てきたゆえに、音楽への情熱・真摯さや、仲間たちを思いやる気持ちは確固たるものを持つ。本格的に廃部の危機に瀕した「メタりか」の今後について、ハルへの気遣いや後輩たちの未来を案じるあまりに進むべき道に迷うが、メンバー達の後押しを受けて覚悟を決め、部長として存続の道を模索する。
卒業直前にアメリカのインディースレーベルとの契約を取り付け、「メタりか」の存続と学校の公認を勝ち取る。
後日譚"Bonus Track"では家業を継ぎ僧職に就いている。容貌こそ明確に描かれないものの、「メタりか」当時と変わらない彼の人柄が描かれている。
橘 タンポポ（たちばな タンポポ） - メタルリカちゃん/ベース、ポニーテールズ/ボーカル
明狼学院2年生（2年9組）。
イギリス人の父親と日本人の母親の間に生まれたハーフで、本当に親しい者にしか明かそうとしないが「フローラ（flora）」というミドルネームを持つ。ライブでは「地をはう重量ベース」を披露する。使用ベースはエピフォン・サンダーバードを愛器としている。本人はパンク・ロックを好んでおり、ステージでの衣装もパンクスが中心となっている。
普段から悪態や暴言で本音を隠しているが、素顔は人一倍の寂しがり屋。中学生のときから日本に在住しているが、人間関係を上手く築けずひとりでベースの練習に明け暮れていた。バンド活動への期待を胸に「メタりか」へ入部するも、周囲に溶け込めずに諦めかけるが、音楽への想いを鷹木とハルに見込まれ「メタルリカちゃん」の一員となる。その際に鷹木の懐の深さと優しさに触れ、またそれ以来上級生との軋轢が生じるたびにずっと庇ってくれた鷹木に恋心を寄せている。
自身が上級生との関係に苦しんだ経験から後輩に対しての面倒見が良く、悩んでいる時には必ず助けに入っている。色恋沙汰には敏感に反応し、部員の人間模様にもあれこれ気を配るが、自身の恋心については心を許した仲間と築き上げてきた関係を壊したくない一心で頑なに自制しており、その姿は似た状況にある麗に多大な影響を与えている。
3年生の引退に際し、後輩たちを引っ張っていける我の強さと人望を評価され、鷹木から次代の部長に指名される。
本編の後日譚にあたる"Bonus Track"は、新米教師として母校へと戻ってきた彼女の視点で描かれている。
万城目 愛葉（まきめ あいは） - メタルリカちゃん/ギター
明狼学院2年生（2年1組）。
長身、眼鏡、巨乳といった外見がおっとりとしたイメージを抱かせるが、ギターを持つと我の強い力技をやりたい放題に繰り広げる「バカテクギタリスト」。小学5年生でギターを始めており、ギブソン・エクスプローラーを愛器としている。
普段の物腰こそ丁寧で謙虚だが、物怖じすることがなく開けっ広げな性格の持ち主である。ヘヴィメタルをこよなく愛しており、ひとたびギターを持つと性格が「Sモード」へと切り替わる。ライブでは毎回奇抜な衣装で暴れ回るのが特徴。重度の天然気質であり、人の話を聞かず、場の空気が読めない発言も多いが、直感で物事の核心を突く鋭さや、自分の信念を頑なに曲げない良い意味でのマイペースな一面も持ち合わせている。歌は「ド」が付くほどに下手なほか、学業も苦手としており赤点教科の数は部員でも抜きん出て多い。
仲間を大切にする情は人一倍篤く、タンポポの無二の親友であることを自負している。妹の若葉に対しても溺愛する傍らで彼女の成長を願い、優しく見守りながらも時には背中を押すべく荒療治に動いている。色恋沙汰には鈍感で、小雨や麗のような傍目にもわかりやすいものですら気付いていなかったが、タンポポが鷹木に寄せる恋心は正確に汲み応援しているほか、若葉と冬夜の接近を嗅ぎ付けては度々妨害に乗り出している。
3年生の引退に際し、タンポポを支える立場として、鷹木から次代の副部長に指名される。
後日譚"Bonus Track"では複数のバンドを掛け持つ売れっ子ギタリストとして活動しており、リリーパスカルの面々とも顔を合わせている。

#### サイコロズ
美杉 涼子（みすぎ りょうこ） - サイコロズ/ギター&ボーカル
東五中3年生。のちに明狼学院へ進学し、「メタりか」の一員となる。
白羊高校文化祭での対バンを観て小雨のファンとなり、道場破りと称して「メタりか」へ乗り込んでくる。
せわしないほどにコロコロと表情が変わる女の子。高校生に囲まれても平然とはしゃぎ続ける肝っ玉の持ち主であり、小雨に対するファン具合は少々アブノーマルな面を垣間見せている。龍之介に好意を寄せられているが、全く気付いていない。
サイコロズ全員がバンドを始めたばかりで素人同然であるものの、ハルは3人の姿にティアドライブの結成当初を重ね見て懐古している。
神崎 千恵歌（かんざき ちえか） - サイコロズ/ベース
東五中3年生。のちに明狼学院へ進学し、「メタりか」の一員となる。
白羊高校文化祭での対バンを観て鷹木のファンとなり、涼子と龍之介の喧嘩に乗じて彼女らとともに「メタりか」へ乗り込んでくる。
表情があまり変わらない女の子。3人組の参謀的な位置におり、暴走しがちな2人を言葉巧みに操っている。高校生相手に平然と煽りかけ、涼子を対バンの景品として躊躇なく差し出すなど不敵でえげつない性格の持ち主。
赤市 龍之介（あかいち りゅうのすけ） - サイコロズ/ドラムス
東五中3年生。のちに明狼学院へ進学し、「メタりか」の一員となる。
涼子に想いを寄せている。涼子が小雨に熱を上げるようになったことへの嫉妬から口論となり、彼女の手前あとには引けず道場破りと称して「メタりか」へ乗り込んでくる。気の小ささを千恵歌から「ヘタレ」と揶揄されており、高校生に対しても不遜な態度を装うが、タンポポのひと睨みですぐに音を上げている。
想い人のために音楽を志し、また想い人が恋愛感情に鈍感という共通項に親近感を覚えた小雨からエールを受け、彼の人柄を知り認識を改め、敬意を払うようになる。

#### バックアップメンバー
小出 マリア（こいで マリア） - フルメタルリカちゃん、ポニーテールズ/ギター
明狼学院2年生。部員からは「コデマリ」の愛称で呼ばれている。
音楽が目的で入部する部員が多数を占める中、金属の勉強をするために「メタりか」に入部した稀有な部員。
繊細な性格の持ち主であり、狭い場所を好み、登場する際は物陰から現れることが多い。部内一の長身にコンプレックスを抱いており、指摘されたり驚かれるたびに落ち込んでしまう。控えめな性格が共通する若葉とはウマが合い、初対面で互いに親近感を覚えている。
小出楽器の娘であり、店員として部員たちを出迎えるほか、彼女の人柄もあり皆があれこれと雑談してゆくため、部内の恋愛事情にも精通している。楽器への造詣は深く、補修やメンテナンスも請け負っているが、改造となると別人のようにテンションが上がり、修理に出された小雨の「イカギター」は彼女の手によって別物といえるまでにされてしまう。
セッションに参加する際はギターを担当する。鰐淵にも褒められるリズムの正確さが持ち味であり、夏季合宿で伸び悩む麗にアドバイスを送っている。
3年生の引退に際し、鷹木から次代の会計に指名されるものの、家業及び将来へ向けて部活動からは距離を置く意思を明かしている。店員として働く中で接点ができた鰐淵とは、後日譚"Bonus Track"で晴れて恋人関係になっている。
御角 日向（みかど ひなた）- フルメタルりかちゃん/キーボード
明狼学院3年生。明狼学院の生徒会長であり、理事長の孫娘でもある。
元・「メタりか」部員でハルや鷹木の同期であり、部を守るために生徒会長まで登り詰めた経緯を持つ。鷹木と連携して各種工作に加担する傍ら、ゲリラライブなどの場面では彼らの逃走サポートに当っている。白羊高校文化祭へのライブ出演、対バン企画を実現し、慣例化させたのも彼女の手腕による功績である。
成績優秀、眉目秀麗、指導力抜群と完璧といえる人物像に加えて校則や風紀に厳格であり、物腰や言動も辛辣で容赦がないことから「鋼鉄の処女」の異名をとるが、心を許している者には過保護なまでに優しくなる。ハルとは中学時代からの親友であり、彼女から誕生日祝いに貰った懐中時計を宝物として大切に持っている。鷹木に想いを寄せており、恋敵にあたるタンポポとは顔を合わせるたびいがみ合っている。
セッションに参加する際はキーボードを担当する。「メタルリカちゃん」の持ち曲の中には彼女が作ったものもあり、楓が部室から拝借していたキーボードも元々は彼女が使用していたものである。ライブステージへ上がると愛葉をも上回るサディズムが表出し、罵詈雑言と嘲笑をまき散らしながらドラム缶をバットで殴打する、普段の彼女からは想像できない光景が繰り広げられる。
自分の能力の高さを自覚しているがゆえに「生徒会長となり、ハルと鷹木がいる場所を守る」道を選び、鷹木に想いを寄せるタンポポの姿に重なる自分の本心に一抹の痛みを抱えながらも、誰かのために強くあろうとしている姿は、彼女と同じ道を志す麗に憧れられている。
後日譚"Bonus Track"ではタンポポの同僚・先輩として教職に就いている。

### リリーパスカル及びその関係者
九森 浅緋（くもり あさひ）- リリーパスカル/ボーカル&ギター
人気バンド「リリーパスカル」のボーカル&ギター。明狼学院OBであり、「メタりか」元部長。ハル達の2学年上の先輩にあたる。
端正な容姿と、「天使の羽」が舞うイメージ描写がなされ、「天使の声」と評される歌唱力によって観客を魅了する。ハルと鷹木が「メタりか」へ入部したきっかけも彼のライブパフォーマンスに魅せられたことによる。
ハルが作曲した『希望』が完成して間もなく、明狼学院を退学し、リリーパスカルを結成しデビューを果たすが、その際に『希望』を自身の曲として世間に発表したことからハルとの間に禍根が生じる。以降ハルと再会するまでに2年余の時間を要することとなるが、両者の思いは完全に食い違っており決別は決定的なものとなり、小雨たちを巻き込んだ対立へと発展していく。
彼の行動原理は「いい音楽をする」こと、が全てであり、そのためであれば周囲を顧みることがなく、他者の心を傷付けることを歯牙にもかけていない。プロデビュー前後からは傍若無人振りが顕著になり、親しい間柄にすら敵を作り、さらには敵対関係にあることすら気にかけずに自らが見込んだハルをリリーパスカルに引き込もうとするなど普通の感覚では理解し難い行動すらも生じている。
『希望』が完成する少し前から原因不明の病によって聴力が衰えてきており、音を失うことへの恐怖と、少年時代に音楽教室の先生と交わした約束がいつしか妄執に形を変えていたことが、彼の暴走に拍車をかける結果となっていた。自分では気づいていなかったが、先生に恋をしていたこと、またハルにその面影を重ねていたことを述懐している。
リリーパスカルに対しても興味を失い活動休止としていたが、白羊高校文化祭にて成長を見せたティアドライブの姿に触発され、活動再開に動き出す。体調は悪化の一途を辿っており、ツアー最終日のリハーサル中に昏倒し意識を失うが、オープニングアクトとしてステージに立った小雨の歌声によって自らの原点である約束の全てを思い出し心境を改め、ティアドライブの未来を後押しするとともに、自らの新たな道を模索するためにリリーパスカルの解散を宣言する。
戸川 澄直（とがわ すなお）- リリーパスカル、ラヴェンダーヴァーブ/ベース
リリーパスカルのベース担当。浅緋と共にリリーパスカルをメジャーデビューさせたメンバーである。
裏方には似つかわしくないと評される華やかな演奏スタイルが彼の魅力であり、ベーシスト個人としても人気を集めている。楓が「他人の力を最大限に利用する力」と評する、優れた才能を見抜き、プロデュースを成し遂げる手腕こそが彼の真骨頂であり、リリーパスカルの人気バンドとしての地位を確立させたのは彼の手腕によるところが大きい。相手を煽るような口調と小馬鹿にするような傲岸不遜さが際立つが、内面は実益を最優先に考え物事をシビアに捉えている現実主義者であり、理想論や感情的な行動に対しては嫌悪感を露わにする。
浅緋の一存によって活動が振り回されるリリーパスカルの現状に苛立ち、独自のバンド立ち上げを画策している。スカウトした珠姫を通じて小雨に接近し、ティアドライブを利用してラヴェンダーヴァーブのプロデュースを画策し、結果として「メタりか」と浅緋の対立構図に新たな勢力として介入する形となる。
損得勘定を最優先に行動しているためバンド活動も「趣味」と言い切るほどであるが、それでもリリーパスカルには彼なりの思い入れを持ち、昔の自分たちの姿が重なるティアドライブを前に感傷を垣間見せている。また小雨の才能を高く評価しており、敵対関係となった後も幾度もスカウティングを試みている。
鰐淵 終（わにぶち しゅう）- リリーパスカル/ギター
リリーパスカルのギター担当。技術・経験両方を備えた注目株の凄腕ギタリストであり、楓とも旧知の仲である。
リリーパスカルの最年長者だが、若葉をして「いい人だけど、バカ」と評する独特の感性と掴みどころがない性格の持ち主であり、あまり敬われていない。自ら鰐淵“エンドレス”終と名乗り、「エンドレス鰐淵」と呼ばれたがっている。
白羊高校文化祭を前に、戸川からの要請に応じラヴェンダーヴァーブの助っ人として登場する。打合せのために白羊高校へ向かう途中、文化祭真っ只中の明狼学院へ気まぐれに立ち寄り、不審者と見紛われる出で立ちで校内を闊歩していたところを若葉と出会い、意図せず彼女を指導したことで、彼女が飛躍するきっかけを与えている。
プロのギタリストとして作中最高の腕前を持つが、そのプライドは高く、若くしてハイレベルのパフォーマンスを魅せる愛葉と若葉に感化され対抗心を燃やしている。ギターが弾けさえすればバンドはどこでもいい、というスタンスながら、リリーパスカルには自らの意思でメンバーでいると語り、愛着を見せている。
左灘 珠姫（さなだ たまき）- ラヴェンダーヴァーブ/ボーカル
白羊高校1年生。戸川澄直が立ち上げた新生バンド・ラヴェンダーヴァーブにボーカルとして抜擢された少女。
悩むことも多いが、一度決めてしまうとあまり深く考えなくなる楽天的な性格の持ち主。無自覚に他人をけなした言動や、目上であろうと自身の気に食わないことには即座に反抗するなど少々浮世離れした部分がある。麗やキリコとは中学時代の同級生で、現在もキリコとは友人関係にあり、将来について思い悩んでいたところをキリコに連れ出され、ティアドライブのライブを目にして感化され、「歌えるアイドル」を目標に定める。
アイドルを目指し動画サイトに投稿を行っていたところ戸川の目に留まり、ラヴェンダーヴァーブのボーカルとしてプロデュースされる。歌声は「氷」や「雪」と表現され、会場の温度を奪っていくような無機質さと美しさで観衆を魅了する。戸川は彼女の才能について、あまりに声の特徴が強すぎるがゆえに彼女が単身でアイドルとして活動するのは難しい、と分析しているが、一方で楓からは、気に入らないことがあれば相手が戸川であろうと噛みつく我の強さと、見定めた道を躊躇なく進むしたたかさをしてアイドル向きの性格である、と評されている。
小雨の歌声を純粋に好いており、またラヴェンダーヴァーブ在籍時は彼を良きライバルと評しているが、傍目には異性としての興味があるかのようにとれる発言をも平然と発するため、ハルと麗を色めき立たせている。
白羊高校文化祭における「メタりか」との対バンにて、敵対する立場にありながらティアドライブを支持し自分たちの敗北を認める。同時に戸川の傀儡でいることを拒み、自らラヴェンダーヴァーブ脱退を宣言し、自身の力でアイドルへの道を進んでいくことを決意している。

### その他の登場人物
桐島 樹（きりしま たつき）
明狼学院1年生。小雨の友人で、中学校からの同級生。
恋愛について小雨にアドバイスするが、その内容はHow To本からの引用だったため、小雨から「メガネキャラだけどバカ」と評されている。
中条 キリコ（なかじょう キリコ）
明狼学院1年生。麗の友人。「美名神の御庭番」と言われる家系の娘で、諜報活動を得意としており、度々麗に手を貸している。
麗とはざっくばらんな友人関係にある。ひたむきに目標へ突き進む麗の人柄を好ましく思っており、その成長を見守り応援している。
鬼塚 千代（おにづか ちよ）
明狼学院3年生。ハルの友人。恋愛ごとに飢えており、ハルの恋路を気にかけている。
大田 早矢（おおた さや）
明狼学院3年生。ハルの友人。進路について、陸上で推薦を狙う宣言をしている。
御手洗（みたらい）
明狼学院の男性教師。生徒指導担当。
「メタりか」の実態を暴き廃部へ追い込もうとしているが、鷹木の口車によって毎度毎度躱されており、挙句の果てには麗に利用され「メタりか」が「金属の研究・実験をする部活動」であることの証人となってしまう羽目になる。
空次 秋太郎（うつぎ しゅうたろう）
警察官。ハルの兄。学生時代はバンドでドラムスとして活動していた。捨て猫を拾い街を彷徨っていた小雨に声をかけ、しばしの間意気投合する。妹を溺愛しており、ハルも兄の扱いに手を焼いている。小雨の想い人がハルだと判明した途端に態度が豹変し「アツいを通り越してメンドくさい」状態になってしまう。
戸川 実則（とがわ みのり）
リリーパスカルのデビューを手掛けたインディースレーベルの社員。戸川澄直の実兄であり、人材発掘の才に恵まれている。
楓とのコネクションにより「メタりか」にも接点を持つようになり、ティアドライブに対して業界人の目線から批評とアドバイスを与えている。
御門 弦三郎（みかど げんざぶろう）
明狼学院理事長。現生徒会長である日向の祖父。
感情論に揺さぶられることがなく、物事をドライな価値観で判断する人物。「メタりか」廃部撤回の嘆願にきた部員たちに、大人としての立場から部や音楽に対する意義を問う。
一馬（かずま）
本編から数年後の"Bonus Track"で描かれる「メタりか」の現役部員。一匹狼のような性格で、顧問を務めているタンポポに対して似た者同士の親近感とともに好意を抱いている。クラス委員長の富士山桃（ふじやま もも）に思いを寄せられており、「メタりか」を辞めさせようとする彼女とはことあるごとに口論を繰り返している。

## 書誌情報
- 高田康太郎『ハレルヤオーバードライブ!』 小学館〈ゲッサン少年サンデーコミックス〉、全15巻
  1. 2009年11月17日初版第1刷発行（2009年11月12日発売[小 1]）、ISBN 978-4-09-122103-2
  2. 2010年5月17日初版第1刷発行（2010年5月12日発売[小 2]）、ISBN 978-4-09-122240-4
  3. 2010年11月23日初版第1刷発行（2010年11月18日発売[小 3]）、ISBN 978-4-09-122614-3
  4. 2011年4月17日初版第1刷発行（2011年4月12日発売[小 4]）、ISBN 978-4-09-122833-8
  5. 2011年9月17日初版第1刷発行（2011年9月12日発売[小 5]）、ISBN 978-4-09-123137-6
  6. 2012年2月15日初版第1刷発行（2012年2月10日発売[小 6]）、ISBN 978-4-09-123480-3
  7. 2012年7月17日初版第1刷発行（2012年7月12日発売）、ISBN 978-4-09-123753-8
  8. 2012年12月17日初版第1刷発行（2012年12月12日発売）、ISBN 978-4-09-123877-1
  9. 2013年5月15日初版第1刷発行（2013年5月10日発売）、ISBN 978-4-09-124260-0
  10. 2013年10月16日初版第1刷発行（2013年10月11日発売）、ISBN 978-4-09-124418-5
  11. 2014年3月17日初版第1刷発行（2014年3月12日発売）、ISBN 978-4-09-124589-2
  12. 2014年8月17日初版第1刷発行（2014年8月12日発売）、ISBN 978-4-09-125196-1
  13. 2015年1月14日初版第1刷発行（2015年1月9日発売）、ISBN 978-4-09-125520-4
  14. 2015年6月17日初版第1刷発行（2015年6月12日発売）、ISBN 978-4-09-126154-0
  15. 2015年11月17日初版第1刷発行（2015年11月12日発売）、ISBN 978-4-09-126600-2

### 小学館コミック
以下の出典は『小学館：コミック』（小学館）内のページ。書誌情報の発売日の出典としている。
1. ↑  “小学館:コミック『ハレルヤオーバードライブ! 1』”.   小学館. 2012年2月28日閲覧。
2. ↑  “小学館:コミック『ハレルヤオーバードライブ! 2』”.   小学館. 2012年2月28日閲覧。
3. ↑  “小学館:コミック『ハレルヤオーバードライブ! 3』”.   小学館. 2012年2月28日閲覧。
4. ↑  “小学館:コミック『ハレルヤオーバードライブ! 4』”.   小学館. 2012年2月28日閲覧。
5. ↑  “小学館:コミック『ハレルヤオーバードライブ! 5』”.   小学館. 2012年2月28日閲覧。
6. ↑  “小学館:コミック『ハレルヤオーバードライブ! 6』”.   小学館. 2012年2月28日閲覧。